# Filles du Cœur de Jésus
Les Filles du Cœur de Jésus (en latin : Societatis Filiarum S. Cordis Jesu ) forment une congrégation religieuse féminine contemplative de droit pontifical.

## Historique
La congrégation est fondée le 20 juin 1873 à Berchem (district d'Anvers en Belgique par Marie de Jésus Deluil-Martiny (1841-1884) sur les conseils du jésuite Jean Calage (1805 - 1888), son directeur spirituel.
En 1875, la fondatrice finit d'écrire les constitutions rédigées selon les constitutions de la Compagnie de Jésus et la spiritualité ignacienne. Elles sont présentées le 27 novembre au cardinal Dechamps. En 1877, Marie de Jésus fonde un autre monastère à Aix-en-Provence qu'elle déplace ensuite à Marseille.
L'institut reçoit le décret de louange le 25 février 1888 et l'approbation du Saint-Siège le 2 février 1902. La dévotion se centre sur le rôle de Marie comme « vierge et prêtre » selon l'ouvrage d'Oswald Van den Berghe sur le sacerdoce de Marie. 
En 1916, le Vatican interdit les représentations de Marie en prêtre. En 1927, le Vatican informe que cette dévotion ne peut être partagées aux fidèles tout en autorisant la congrégation seule à pratiquer cette dévotion.

## Activités et diffusion
Les Filles du Cœur de Jésus sont contemplatives consacrées à la prière pour la réparation des offenses faites au Sacré-Cœur de Jésus par l'adoration du Saint-Sacrement pour l'exaltation de l'Église et la perfection du clergé.
En 2017, l'institut compte 51 religieuses dans 7 maisons.